# 柿崎ゆうじ
柿崎 ゆうじ（1968年11月20日）は日本の映画監督・脚本家・作詞家・会社経営者。山形県出身。

## 経歴
カートコーポレイトグループ代表取締役会長であり、株式会社カートエンターテイメント代表取締役社長、株式会社カートプロモーション代表取締役会長、株式会社ビーテックインターナショナル代表取締役会長、株式会社カートスーパーヴィジョン代表取締役社長、NPO法人知覧特攻の母鳥濱トメ顕彰会理事長、NPO法人日本防犯防災協会理事長、世田谷ワインレストラン「Seta」オーナー、範空会会長、株式会社アカデミー・エンターテイメントのエグゼクティブプロデューサーなどを務める。このほか、アメリカ合衆国カリフォルニア州カルバー市名誉市民及び名誉警察局長・名誉消防局長、特攻の母鳥濱トメ資料館 「ホタル館 富屋食堂」永久名誉館長、陸援会会長、千代田中央防衛協会会長、世田谷学園出身。

## 作品

### 映画作品
- 「陽が落ちる」（2025年公開予定：監督・脚本・プロデューサー）
- 「コウイン 〜光陰〜」（2024年：監督・脚本・エグゼクティブプロデューサー）
- 短編作品集「これでいいのか…」（2024年：監督・脚本・エグゼクティブプロデューサー）
- 「シグナチャー 〜日本を世界の銘醸地に〜」（2022年：監督・脚本・エグゼクティブプロデューサー）
- 「空と山と緑 〜遥かなる旅路〜」（2022年：監督・脚本・エグゼクティブプロデューサー）
- 「アラームベル」（2021年：監督・脚本・エグゼクティブプロデューサー）
- 「ウスケボーイズ」（2018年：監督・エグゼクティブプロデューサー）
- 「第二警備隊」（2018年：監督・脚本・エグゼクティブプロデューサー）
- 「バケツと僕!」（2018年：エグゼクティブプロデューサー）
- オムニバス長編映画「大河巡る 〜生まれ変わっても忘れない〜」（2017年：監督・脚本・エグゼクティブプロデューサー）
- 「さつまおごじょ」（2016年：監督・脚本・エグゼクティブプロデューサー）
- 「陽は落ちる」（2014年：監督・脚本・エグゼクティブプロデューサー）
- 「夢幻」（2013年：監督・脚本・エグゼクティブプロデューサー）
- 「特攻志願」（2013年：エグゼクティブプロデューサー）
- 「なでしこの花」（2012年：監督・脚本・エグゼクティブプロデューサー）

### 舞台作品
- 「帰って来た蛍 ～永遠の言ノ葉～」（俳優座劇場／2024年：脚本・演出）
- エーチームアカデミー公演「明日の詩 〜思い出の写真〜」（中目黒キンケロシアター・一心寺シアター倶楽／2023年：脚本・演出）
- 「帰って来た蛍 〜令和への伝承〜」（俳優座劇場／2022年：脚本・演出・製作総指揮）
- エーチームアカデミー公演「明日の詩」（中目黒キンケロシアター／2022年：脚本・演出）
- 「奇々怪々 〜箱根しだれ桜〜」（中目黒キンケロシアター／2019年：脚本・演出・エグゼクティブプロデューサー）
- 「トワイライトムーン」（中目黒キンケロシアター／2018年：脚本・演出・エグゼクティブプロデューサー）
- エーチームアカデミー公演「警備物語 〜2017〜」（中目黒キンケロシアター／2017年：脚本・警備監修・エグゼクティブプロデューサー）
- 「帰って来た蛍 〜天空の誓い〜」（俳優座劇場／2017年：脚本・演出・製作総指揮）
- 「奇々怪々 〜江戸の千本もみじ〜」（俳優座劇場／2016年：脚本・演出・製作総指揮）
- 終戦七十周年記念公演「帰って来た蛍 〜未来への伝言〜」（俳優座劇場／2015年：脚本・演出・エグゼクティブプロデューサー）
- 「帰って来た蛍 〜蒼空の神々〜」（俳優座劇場／2014年：脚本・演出・エグゼクティブプロデューサー）
- 社団法人日本作家クラブ推薦舞台「奇々怪々 〜老ノ坂のもののけ達〜」（六行会ホール／2013年：脚本・演出・エグゼクティブプロデューサー）
- 「トワイライトムーン」（ウッディシアター中目黒／2013年：脚本・演出・製作総指揮）
- “特攻の母”鳥濱トメ生誕110周年・没後20周年記念「帰って来た蛍 〜慟哭の詩〜」（前進座劇場・長岡市立劇場大ホール／2012年：脚本・演出・製作総指揮）
- 「警備物語 〜街の灯り編〜」（築地プディストホール／2011年：脚本・演出・製作総指揮）
- 「GO！GO！ジュピター」（本多劇場／2011年）
- 「帰って来た蛍 〜神々のたそがれ〜」（草月ホール／2010年：脚本・演出・製作総指揮）
- 「真久部卓の生活」（テアトルBONBON／2010年：エグゼクティブプロデューサー）
- 「奇々怪々 〜もののけ達の夜〜」（新宿SPACE107／2009年：脚本・演出・エグゼクティブプロデューサー）
- 「TEN COUNT 〜秋の章〜」（俳優座劇場／2008年：脚本・演出・製作総指揮）
- 「帰って来た蛍」（新宿SPACE107／2008年：脚本・演出）
- 「TEN COUNT 〜春の章～」（シアターVアカサカ／2007年：脚本・演出・ボクシング指導）
- 「Magic 〜そこにいてもいなくても〜」（シアターVアカサカ／2007年：プロデューサー）
- 「ラーメン物語」（築地プディストホール／2007年：製作総指揮）
- 「陽だまりの詩 冬の風鈴」（萬スタジオ／2006年：プロデューサー）
- 「Le Café de Montmartre」（劇場MOMO／2006年：プロデューサー）
- 「二代目はクリスチャン」（草月ホール／2006年：製作総指揮）
- 「S 〜君がいる奇跡〜」（六本木アトリエフォンティーヌ／2005年：プロデューサー）

### ラジオ
- エフエム世田谷「柿崎ゆうじと宇都隆史のSAMURAI×トーク」（毎週月曜22:30－23:00／2023年～）
- エフエム世田谷「自衛隊deナイト」（毎週金曜22:00－22:30／2024年～）

### YouTube
https://www.youtube.com/@KartChannel/videos
- 美少女の散歩（2023年：監督・プロデューサー）
- 空と山と緑（2019年〜2020年：企画・脚本・監督・エグゼクティブプロデューサー）
- ノスタルジー散歩（2019年：総合演出）

### キャスティングスーパーバイザー作品
- 「BLUE FIGHT 〜蒼き若者たちのブレイキングダウン〜」（2025年：三池崇史監督／ギャガ YOAKEFILM）

- 「サラリーマン金太郎」（2025年：下山天監督／ライツキューブ ティ・ジョイ）

- 「366日」（2025年：新城毅彦監督／松竹 ソニー・ピクチャーズエンタテインメント）

- ドラマプレミアム「新・暴れん坊将軍」（2025年：テレビ朝日）

- ショートフィルム「ミッドナイト」（2024年：三池崇史監督）
- ドラマ24「君が獣になる前に」（2024年：テレビ東京）
- 「怪物の木こり」（2023年：三池崇史監督／ワーナー・ブラザース映画）
- 金曜ナイトドラマ「警部補ダイマジン」（2023年：テレビ朝日）
- 「ぐでたま～母をたずねてどんくらい～」（2023年：NETFLIX）
- 「リズスタ -Top of Artists!-」（2022年：テレビ東京）
- 「ビッ友×戦士 キラメキパワーズ！」（2021年－2022年：テレビ東京）
- 「土竜の唄 FINAL」（2021年：三池崇史監督／東宝）
- 「妖怪大戦争 ガーディアンズ」（2021年：三池崇史監督／東宝 KADOKAWA）
- 「ポリス×戦士 ラブパトリーナ！」（2020年－2021年：テレビ東京）
- 「初恋」（2020年：三池崇史監督／東映）
- 「みをつくし料理帖」（2020年：角川春樹監督／東映）
- 「太陽の家」（2020年：権野元監督／REGENTS）
- 「ひみつ×戦士 ファントミラージュ！」（2019年－2020年：テレビ東京）
- 「魔法×戦士 マジマジョピュアーズ！」（2018年－2019年：テレビ東京）
- 「ラプラスの魔女」（2018年：三池崇史監督／東宝）
- 「アイドル×戦士 ミラクルちゅーんず！」（2017年－2018年：テレビ東京）
- 「無限の住人」（2017年：三池崇史監督／ワーナー・ブラザース映画）
- 「デメキン」（2017年：山口義高監督／AMGエンタテインメント）
- 「土竜の唄 香港狂騒曲」（2016年：三池崇史監督／東宝）
- 「妖怪ウォッチ 空飛ぶクジラとダブル世界の大冒険だニャン！」（2016年：ウシロシンジ監督／東宝）

### テレビ作品
- 知覧巡礼記（エグゼクティブプロデューサー・企画・構成）
- 日本いにしえの旅シリーズ（エグゼクティブプロデューサー・企画・構成）
- 魅惑のスイス サンモリッツ（エグゼクティブプロデューサー）
- 北欧の冬空にオーロラを見た！（エグゼクティブプロデューサー）

### 作詞
- 蒼き空（日本コロムビア：歌・内田あかり 作曲・西村真吾） - 舞台「帰って来た蛍」テーマ曲
- 遥か（歌・内田あかり 作曲・西村真吾） - 映画「第二警備隊」主題歌

### 書籍
- 治安回復100の証言検証―治安・拉致を考える（2004年1月発売）ISBN 978-4336045805　土屋たかゆきと共著

## 受賞歴
- 個人として
  - 東久邇宮文化褒賞（2012年）
  - サヴォイア家騎士団（2019年）

- 嘘だろ
  - ベルリン国際フィルムメーカー映画祭 最優秀作品賞（2024年）
  - ミラン国際フィルムメーカー映画祭 最優秀脚本賞（2024年）
- コウイン～光陰～
  - ロンドン国際フィルムメーカー映画祭 最優秀作品賞（2024年）
  - エディンバラ国際映画祭 最優秀監督賞・最優秀編集賞（2024年）
  - ニース国際映画祭 最優秀作品賞（2024年）
  - マドリード国際映画祭 最優秀作品賞（2023年）
- シグナチャー〜日本を世界の銘醸地に〜
  - ロンドン国際フィルムメーカー映画祭 最優秀編集賞（2023年）
  - エディンバラ国際映画祭 最優秀作品賞・最優秀外国語作品賞（2023年）
  - ロンドン国際映画祭 外国語映画最優秀監督賞・最優秀外国語長編作品賞・外国語映画脚本賞・外国語映画編集賞（2023年）
  - WICA（World Independent Cinema Awards）外国語映画最優秀監督賞・最優秀外国語長編作品賞・外国語映画編集賞（2023年）
  - ニース国際映画祭 最優秀作品賞（2022年）
  - ローマ国際フィルムメーカー映画祭 最優秀監督賞（2022年）
  - アントワープ国際映画祭 最優秀外国語作品賞（2022年）
- アラームベル
  - WICA（World Independent Cinema Awards）短編外国語映画最優秀監督賞・最優秀短編外国語作品賞・短編外国語映画脚本賞（2023年）
  - ブロードステアーズ国際映画祭 最優秀撮影賞（2022年）[1]
- ウスケボーイズ
  - ロンドン国際フィルムメーカー映画祭 最優秀作品賞（2019年）
  - ニース国際映画祭　最優秀作品賞（2019年）
  - マドリード国際映画祭 最優秀作品賞（2018年）[1]
  - アムステルダム国際フィルムメーカー映画祭 最優秀監督賞（2018年）
  - ミラン国際フィルムメーカー映画祭 最優秀作品賞（2018年）
- 第二警備隊
  - ロンドン国際フィルムメイカー映画祭 最優秀編集賞[2]（2018年）
  - ミラン国際フィルムメーカー映画祭　最優秀編集賞（2018年）
- さつまおごじょ
  - マドリード国際映画祭 最優秀作品賞（2016年）
  - ミラン国際フィルムメイカー映画祭 最優秀監督賞（2016年）
- 陽は落ちる
  - ニース国際映画祭 最優秀脚本賞（2017年）
  - シネロッコム国際映画祭 最優秀作品賞・最優秀監督賞（2015年）
  - マドリード国際映画祭 最優秀作品賞（2015年）
  - リッチモンド国際映画祭 観客賞（2015年）
  - LA EigaFest 最優秀作品賞（2014年）
  - ベルリン国際映画賞 入賞（2014年）
- 夢幻
  - マドリード国際映画祭 最優秀作品賞（2014年）
  - ベスト・ショーツ・コンペティション 特別賞（2013年）